# Marie Madeleine (Sandys)
Pour les articles homonymes, voir Marie-Madeleine.
Marie Madeleine est un tableau peint par le peintre britannique Frederick Sandys entre 1858 et 1860. Ce portrait préraphaélite de Marie Madeleine mesure 33,5 cm de haut sur 28 cm de large. Il est conservé au Delaware Art Museum, à Wilmington, dans le Delaware.